# 华东师范大学附属周浦中学
31°06′16″N 121°34′28″E / 31.104498°N 121.574449°E
华东师范大学附属周浦中学简称周浦中学，是上海市浦东新区的一所区级实验性示范性高中。

## 简介
学校创立于1924年，于2000年搬迁到了新校址，有36个班级，师生约2000人。全校专任教师154人，其中特级教师1人，高级教师51人。